# ماونت هيلثي
ماونت هيلثي (أوهايو) (بالإنجليزية: Mount Healthy, Ohio)‏ هي مدينة تقع في الولايات المتحدة في مقاطعة هاملتون، أوهايو. يقدر عدد سكانها بـ 6,098 نسمة ومساحتها 3.65 كم2 وترتفع عن سطح البحر 255 متر.

## التركيبة السكانية
قام مكتب تعداد الولايات المتحدة بتحديد بيانات التركيبة السكانية لماونت هيلثيفي تعداد الولايات المتحدة. في ما يلي، التركيبة السكانية حسب تعدادي 2000 و2010.

### تعداد عام 2000
بلغ عدد سكان ماونت هيلثي 7,149 نسمة بحسب تعداد عام 2000، وبلغ عدد الأسر 3,222 أسرة وعدد العائلات 1,772 عائلة مقيمة في المدينة.
وتوزع التركيب العرقي للمدينة بنسبة 73.70% من البيض و 0.20% من الأمريكيين الأصليين و 0.49% من الأمريكيين ذوي الأصول الآسيوية و 0.06% من سكان جزر المحيط الهادئ و 23.32% من الأمريكيين الأفارقة و 1.64% من عرقين مختلطين أو أكثر.
بلغ عدد الأسر 3,222 أسرة كانت نسبة 28.2% منها لديها أطفال تحت سن الثامنة عشر تعيش معهم، وبلغت نسبة الأزواج القاطنين مع بعضهم البعض 36.3% من أصل المجموع الكلي للأسر، ونسبة 15.3% من الأسر كان لديها معيلات من الإناث دون وجود شريك، وكانت نسبة 45.0% من غير العائلات. تألفت نسبة 40.5% من أصل جميع الأسر من أفراد ونسبة 18.1% كانوا يعيش معهم شخص وحيد يبلغ من العمر 65 عاماً فما فوق. وبلغ متوسط حجم الأسرة المعيشية 2.93، أما متوسط حجم العائلات فبلغ 2.16.
بلغ العمر الوسطي للسكان 37 عاماً. وكانت نسبة 24.0% من القاطنين تحت سن الثامنة عشر، وكانت نسبة 8.4% بين الثامنة عشر والأربعة وعشرون عاماً، ونسبة 30.4% كانت واقعةً في الفئة العمرية ما بين الخامسة والعشرون حتى والأربعة وأربعون عاماً، ونسبة 17.9% كانت ما بين الخامسة والأربعون حتى الرابعة والستون، ونسبة 19.3% كانت ضمن فئة الخامسة والستون عاماً فما فوق. يوجد لكل 100 أنثى 77.1 ذكر، ويوجد لكل 100 أنثى في الثامنة عشر من عمرها فما فوق 71.4 ذكر.
بلغ متوسط دخل الأسرة في المدينة 32,982 دولار، أما متوسط دخل العائلة فبلغ 41,753 دولار. وكان متوسط دخل الذكور 31,783 دولار مقابل 26,926 دولار للإناث. وسجل دخل الفرد الخاص بالمدينة 18,662 دولار. وكانت نسبة 6.8% من العائلات ونسبة 8.9% من السكان تحت خط الفقر، وكان من هؤلاء نسبة 13.4% تحت سن الثامنة عشر ونسبة 11.4% في الخامسة والستين من العمر وما فوق.

### تعداد عام 2010
بلغ عدد سكان ماونت هيلثي 6,098 نسمة بحسب تعداد عام 2010، وبلغ عدد الأسر 2,716 أسرة وعدد العائلات 1,454 عائلة مقيمة في المدينة. في حين سجلت الكثافة السكانية 4,324.8 نسمة لكل ميل مربع (1,669.8/كم2). وبلغ عدد الوحدات السكنية 3,034 وحدة بمتوسط كثافة قدره 2,151.8 لكل ميل مربع (830.8/كم2).
وتوزع التركيب العرقي للمدينة بنسبة 62.4% من البيض و 0.2% من الأمريكيين الأصليين و 0.7% من الأمريكيين ذوي الأصول الآسيوية و 0.1% من سكان جزر المحيط الهادئ و 33.0% من الأمريكيين الأفارقة و 2.6% من عرقين مختلطين أو أكثر.
بلغ عدد الأسر 2,716 أسرة كانت نسبة 27.7% منها لديها أطفال تحت سن الثامنة عشر تعيش معهم، وبلغت نسبة الأزواج القاطنين مع بعضهم البعض 31.4% من أصل المجموع الكلي للأسر، ونسبة 17.2% من الأسر كان لديها معيلات من الإناث دون وجود شريك، بينما كانت نسبة 4.9% من الأسر لديها معيلون من الذكور دون وجود شريكة وكانت نسبة 46.5% من غير العائلات. تألفت نسبة 41.2% من أصل جميع الأسر من أفراد ونسبة 17.5% كانوا يعيش معهم شخص وحيد يبلغ من العمر 65 عاماً فما فوق. وبلغ متوسط حجم الأسرة المعيشية 2.97، أما متوسط حجم العائلات فبلغ 2.17.
بلغ العمر الوسطي للسكان 40 عاماً. وكانت نسبة 22.9% من القاطنين تحت سن الثامنة عشر، وكانت نسبة 8% بين الثامنة عشر والأربعة وعشرون عاماً، ونسبة 25.3% كانت واقعةً في الفئة العمرية ما بين الخامسة والعشرون حتى والأربعة وأربعون عاماً، ونسبة 25.8% كانت ما بين الخامسة والأربعون حتى الرابعة والستون، ونسبة 18.2% كانت ضمن فئة الخامسة والستون عاماً فما فوق. وتوزع التركيب الجنسي للسكان بنسبة 44.9% ذكور و55.1% إناث.